# استفنی استایلس
استفنی استایلس (انگلیسی: Stephanie Styles؛ زادهٔ ۷ اکتبر ۱۹۹۱) هنرپیشه، و بازیگر تئاتر اهل ایالات متحده آمریکا است. وی از سال ۲۰۰۲ میلادی تاکنون مشغول فعالیت بوده‌است.